# Xantenă
Xantena (10H-9-oxaantracen sau dibenzo-gama-piran) este un compus organic cu formula chimică CH2[C6H4]2O. Este un compus solid, incolor, solubil în solvenți organici comuni. Derivații săi sunt utilizați pe post de coloranți.

## Obținere
Xantena se obține prin reacția de reducere cu sodiu și alcool a xantonei sau a xanthidrolului.

## Derivați
Exemple de coloranți xantenici sunt: fluoresceina, eozina și rodamina.